# Alliance-Air-Flug 7412
Der Alliance-Air-Flug 7412 (Flugnummer IATA: 9I7412, ICAO: LLR7412, Funkrufzeichen: ALLIED 7412) war ein Inlandslinienflug der Fluggesellschaft Alliance Air vom Flughafen Kalkutta zum Flughafen Delhi mit planmäßigen Zwischenstopps auf dem Flughafen Patna und dem Flughafen Lucknow. Am 17. Juli 2000 verunfallte auf diesem Flug eine Boeing 737-2A8 Adv. mit dem Luftfahrzeugkennzeichen VT-EGD nahe dem Flughafen Patna nach einem Kontrollverlust. Bei dem Unfall kamen 60 Menschen ums Leben.

## Flugzeug
Bei dem verunglückten Flugzeug handelte es sich um eine Boeing 737-2A8 Adv., die zum Zeitpunkt des Unfalls 20 Jahre und zwei Monate alt war. Die Maschine wurde im Werk von Boeing in Renton, Washington montiert und absolvierte am 29. Mai 1980 ihren Erstflug, ehe sie am 18. Juni 1980 desselben Jahres neu an Indian Airlines ausgeliefert wurde. Das Flugzeug trug die Werknummer 22280, es handelte sich um die 671. Boeing 737 aus laufender Produktion. Die Maschine wurde mit dem Luftfahrzeugkennzeichen VT-EGD zugelassen. 
Das Flugzeug wurde am 15. Januar 1986 in einen Unfall verwickelt, als der Kapitän auf dem Indian-Airlines-Flug 529 versuchte, die Maschine unter Bedingungen unterhalb der Wetterminima auf dem Flughafen Tiruchirapalli zu landen. Beim Durchstarten kurz vor dem Aufsetzen berührte die Tragfläche aufgrund eines zu großen Rollwinkels die Landebahn und wurde dabei erheblich beschädigt. Unter den 122 Passagieren und sechs Besatzungsmitgliedern gab es keine Verletzten.
Die Alliance Air, als damals frisch gegründete Tochtergesellschaft der Indian Airlines, übernahm die Maschine am 2. Januar 1997. Das zweistrahlige Schmalrumpfflugzeug war mit zwei Triebwerken des Typs Pratt & Whitney JT8D-17A ausgestattet. 
Zum Zeitpunkt des Unfalls hatte die Maschine 44.087 Betriebsstunden bei 51.278 Starts und Landungen absolviert. Die Maschine sollte gemäß den Bestimmungen der indischen Regierung, die den Betrieb von Flugzeugen, die mehr als 20 Jahre alt sind, untersagen, Ende 2000 außer Betrieb genommen werden.

## Besatzung und Passagiere
Es war eine sechsköpfige Besatzung an Bord, bestehend aus Flugkapitän, Erstem Offizier und vier Flugbegleitern. Für den Flug des ersten Flugabschnitts nach Patna hatten 52 Passagiere an Bord der Maschine Platz genommen. Der 35-jährige Flugkapitän Manjit Singh Sohanpal hatte 4.072 Stunden Flugerfahrung, wovon er 1.489 Stunden in der Boeing 737 absolviert hatte. Der 32-jährige Erste Offizier Arvind Singh Bagga hatte 3.536 Stunden Flugerfahrung, davon hatte er 2.844 Stunden im Cockpit der Boeing 737 abgeleistet.

## Unfallhergang
Am Tag des Unfalls startete die Maschine um 06:51 Uhr Ortszeit in Kalkutta. Um 07:17 Uhr bat die Flugsicherung in Patna die Piloten, sich für den Anflug zu melden und sich bei der Flugverkehrskontrolle von Kalkutta nach möglichen Maschinen in der Nähe zu erkundigen. Kurze Zeit später antwortete die Besatzung, dass die Fluglotsen in Kalkutta gemeldet hätten, dass es keine anderen Maschinen entlang der geplanten Anflugroute gäbe. Die Maschine erhielt schließlich die Freigabe zum Sinkflug auf 7.500 Fuß und die Piloten erhielten die Anweisung, sich in einer Entfernung von 25 Seemeilen zum Flughafen zu melden, was die Besatzung um 07:26 Uhr auch tat. Es folgte die Freigabe zum Sinkflug auf 4.000 Fuß, gefolgt von der Anweisung, sich für den Anflug auf Bahn 25 zu melden.
Um 07:28 Uhr meldete die Besatzung, dass sie in die letzte Kurve für den Endanflug einfliege und um 07:31 Uhr, dass sie nun in den Kontrollbereich des Flughafens einfliege. Zu diesem Zeitpunkt tauchte die Maschine auf dem Radar auf. Den Piloten wurde dann die Anweisung gegeben, auf 1.700 Fuß zu sinken. Die Besatzung erhielt eine Freigabe für die Landung auf Bahn 25, als die Piloten eine Freigabe zum Fliegen einer 360-Grad-Kurve anforderten, da die Maschine sich im kritischen Moment zu hoch für einen sicheren Anflug befand. Die Erlaubnis wurde erteilt und die Piloten leiteten eine Linkskurve ein. Beim Fliegen der Kurve kam es zu einem Strömungsabriss. Die Maschine streifte mehrere einstöckige Häuser in einer staatlichen Wohnsiedlung und stürzte etwa zwei Kilometer südwestlich des Flughafens in eine staatlichen Wohnsiedlung hinter der Gardani Bagh Mädchenschule in Anishabad ab. Die Maschine zerbrach beim Absturz in vier Teile und fing Feuer. Der Aufprall und der anschließende Brand waren gewaltig.

## Rettungseinsatz
Der Rettungswagen der Flughafenfeuerwehr traf zusammen mit den Löschfahrzeugen an der Absturzstelle ein und transportierte zunächst zwei Verletzte zum örtlichen Krankenhaus. Anschließend traf auch der zweite Krankenwagen der Flughafenfeuerwehr ein und transportierte weitere verletzte Passagiere ins Krankenhaus ab. Kurz darauf trafen auch Krankenwagen anderer Hilfsorganisationen ein und halfen bei der Evakuierung aller Verletzten.
Der Absturzort war fünf bis sechs Kilometer vom Flughafen entfernt. Die Flughafenfeuerwehr traf dem Unfallbericht zufolge fünf bis sechs Minuten später ein, wobei Anwohner angaben, bis zum Eintreffen der Einsatzkräfte seien 15 bis 20 Minuten vergangen. Das erste Löschfahrzeug verlegte zwei Schläuche und begann mit der Brandbekämpfung, wobei das Gerät nach drei Minuten versagte. Nachdem die Einsatzkräfte den Defekt am Löschfahrzeug nicht beheben konnten, musste ein Mechaniker vom Flughafen gerufen werden, und das Fahrzeug konnte nach einer Stunde wieder in Betrieb genommen werden. Nach einigen Minuten des Betriebs musste der LKW jedoch zurück zum Flughafen fahren, um Wasser nachzufüllen. Unterwegs blieb er zweimal wegen Pannen stehen.
Das zweite Löschfahrzeug musste einige Minuten nach Beginn des Löscheinsatzes ebenfalls zum Flughafen zurückkehren, um Wasser nachzufüllen. Um den Absturzort versammelte sich innerhalb kurzer Zeit eine unüberschaubar große Menge an Schaulustigen, die den Rettungseinsatz behinderten. Zeugen zufolge war die Stimmung geladen und einige Anwesende zeigten die Bereitschaft, Personen in Uniform oder Autoritätsposition verbal oder körperlich anzugreifen. Teilweise versuchten Hunderte von Menschen, auf die Rettungsfahrzeuge zu klettern, um eine bessere Sicht zu erhalten. Erst nach der Ankunft der Militärpolizei von Bihar und eines Armeekontingents ließen sich die Massen einigermaßen beruhigen.

## Opfer und Überlebende
Sieben Passagiere konnten lebend aus der Maschine geborgen werden, wobei sechs von ihnen schwer verletzt waren. Der siebte Passagier hatte außer einer leichten Gehirnerschütterung keine größeren Verletzungen erlitten. Von den sechs Schwerverletzten starben später vier. Somit wurden 55 Passagiere durch den Unfall getötet, während nur drei überlebten. In der Wohnsiedlung, in die die Maschine gestürzt war, waren fünf Tote und fünf Verletzte zu beklagen.

## Unfalluntersuchung
Nach dem Unfall wurde zunächst ein Versagen der Steuereinheit des Seitenruders wie auf dem United-Airlines-Flug 585 oder dem USAir-Flug 427 in Erwägung gezogen. Die Ermittler verwarfen später diese These und äußerten, dass die Steuereinheit betriebsbereit und gut erhalten gewesen sei. 
Die Auswertung des Flugschreibers ergab, dass die Triebwerke während des gesamten Abstiegsprofils im Leerlauf gewesen waren und die Drehzahl kontinuierlich abnahm. Für die Ermittler war nicht nachvollziehbar, warum die Triebwerke auch nach dem Ausfahren der Auftriebshilfen auf 40 Grad im Leerlauf belassen wurden. Es wurde vermutet, dass dies an dem zu hoch ausgeführten Anflug lag. Wenn die Absicht bestand, auf den Gleitweg zurückzufinden, hätte der Pilot bei der klassischen Flugtechnik die Geschwindigkeit beibehalten müssen, indem er den Anstellwinkel durch Vorwärtsdrücken der Steuersäule verringert, damit die Maschine mit einer erhöhten Sinkgeschwindigkeit auf den Gleitweg zurückfindet. Als das Fliegen der 360-Grad-Kurve beantragt wurde, betrug die Geschwindigkeit der Maschine 119 Knoten, was der üblichen Landegeschwindigkeit entsprach. Das Fliegen einer 360-Grad-Kurve war kein autorisiertes Verfahren gemäß dem Handbuch der Alliance Air, was daher den Ersten Offizier Arvind verwirrt haben könnte. Aus den Aufzeichnungen des Flugdatenschreibers ging hervor, dass die Maschine während des Anfluges nicht entsprechend dem ILS-Verfahren geflogen wurde, obwohl gegenüber der Flugsicherung der Eindruck vermittelt wurde, dass dem so sei.
Die Atmosphäre im Cockpit war bis 15 Sekunden vor dem Absturz entspannt. Erste Anzeichen von Angst wurden erst deutlich, als Kapitän Arvind das Einfahren des Fahrwerks forderte. Die Ermittler stellten den Absturz im Simulator nach und kamen zu dem Ergebnis, dass ein Erhöhen des Triebwerksschubs 16 Sekunden vor dem Absturz die Sinkgeschwindigkeit reduziert hatte. Acht Sekunden später, als der Auftriebshilfenhebel auf 15 Grad gestellt wurde, erhöhte sich die Sinkgeschwindigkeit jedoch wieder. Dies wurde durch einen Auftriebsverlust aufgrund der Verringerung der Flügelangriffsfläche verursacht, als sich die Auftriebshilfen von 40 auf 15 Grad bewegten. Sechs Sekunden nachdem der Klappenhebel auf 15 Grad bewegt wurde, stieg die Sinkgeschwindigkeit noch weiter an. Die Ausrichtung der Auftriebshilfen und der Tragflächen erzeugte nicht mehr genug Auftrieb, um die Maschine in der Luft zu halten. Die Maschine entwickelte einen sehr hohen Anstellwinkel von 26 Grad, woraufhin es zu einem Strömungsabriss kam, aus dem sich die Maschine nicht mehr abfangen ließ.

## Kontext
Nur einen Monat später kam es auf dem Gulf-Air-Flug 072 zu einem ähnlichen Flugunfall mit 143 Toten. Auch in diesem Fall ereignete sich der Unfall während des Fliegens einer 360-Grad-Kurve.